# Giacomo Errera
Benedetto Giacomo (Jacques) Errera (Venetië, 20 juli 1834 – Ukkel, 12 december 1880) was een bankier en consul-generaal van Italië in België.

## Levensloop
Jacques Errera was afkomstig uit een familie van Sefardische Joden. Zijn vader, Abrahamo Errera (1791-1860), behoorde in 1848 tot de veertig die, onder de leiding van Daniele Manin, de revolutie in Venetië ontketenden. 
In 1857 trok Giacomo op studiereis en kwam in Brussel de raad vragen van leden van de familie Oppenheim. Het viel goed voor hem uit, want niet alleen trouwde hij bijna onmiddellijk met Marie, de dochter van Joseph Oppenheim, maar deze wijdde hem in het bankieren in en maakte hem in 1866 vennoot van de Bank Oppenheim.
Errera was een succesvol bankier, die veel geld verdiende door geslaagde vastgoedtransacties en door leningen aan gemeentebesturen. Weldra werd het de bank Errera-Oppenheim en hij vestigde de zetel in de Brusselse Koningsstraat, in het luxueuze herenhuis dat voortaan als Hotel Errera bekend werd. Hij nam participaties in verschillende nieuwe industriële en financiële ondernemingen en onderhield goede handelsrelaties met de bankiers Abraham Baschwitz (Antwerpen) en Frans Philippson (Brussel).
Samen met zijn schoonvader Joseph Oppenheim behoorde hij in 1871 tot de voornaamste stichters en aandeelhouders van de Bank van Brussel. De bank begon onder een goed gesternte, door de rol die ze kon spelen in de financiering van de herstelbetaling die Duitsland aan Frankrijk had opgelegd. Verder lanceerde de nieuwe bank zich in de financiering van grote investeringen en werken, onder meer in het stedelijk vervoer.
In 1877 werd de Bank van Brussel nochtans geliquideerd, slachtoffer geworden van de economische crisis in Frankrijk en van de Russisch-Turkse oorlog. Een nieuwe bank werd opgericht, maar op veel bescheidener schaal en bleef zo tot aan de Eerste Wereldoorlog.
In 1880 moest de zieke Errera de leiding van de bank overdragen aan zijn schoonvader. Hij overleed nog datzelfde jaar.
Hij was ook bestuurder geweest van verschillende ondernemingen, zoals de Société générale des Tramways en de Compagnie des Chemins de Fer Bruxelles-Lille-Calais.
In 1859 was Errera consul van Sardinië in Brussel en na de stichting van Italië werd hij er de eerste vertegenwoordiger van.
Binnen de Joodse gemeenschap werd hij in 1870 lid en in 1875 penningmeester van het Centraal Israëlitisch Consistorie, waaruit hij in 1879 ontslag nam.
Met Marie Oppenheim had hij twee kinderen: Léo en Paul Errera.